# Trường Trung học phổ thông chuyên Lê Quý Đôn, Nam Nha Trang
Trường Trung học phổ thông chuyên Lê Quý Đôn, Nam Nha Trang (trước đây là Trường Trung học phổ thông chuyên Lê Quý Đôn, Khánh Hòa) là một trường trung học phổ thông công lập ở phường Nam Nha Trang, tỉnh Khánh Hòa và là 1 trong 2 trường chuyên của tỉnh. Trường thu hút được nhiều học sinh trong toàn tỉnh tham gia thi tuyển.

## Lịch sử hình thành
Ngày 25 tháng 4 năm 1985, UBND tỉnh Phú Khánh đã ký quyết định số 543/UB thành lập trường PTTH Chuyên của tỉnh mang tên Lê Quý Đôn. Ngày 15 tháng 10 năm 1985 trường tổ chức lễ khai giảng năm học đầu tiên với 26 thầy cô giáo, 13 cán bộ công nhân viên và 149 học sinh.
Cơ sở đầu tiên của trường ở số 79 đường Trần Nguyên Hãn, Nha Trang. Từ 1985 - 1990, trường chỉ có 7 phòng học. Năm học 1985 - 1986 chỉ có 7 lớp.
Năm 1990, trường chuyển sang cơ sở tại 46A đường Lê Đại Hành, Nha Trang, gồm một dãy nhà 3 tầng với 15 phòng học và một khu nhà làm việc 2 tầng, trang bị thêm phòng thí nghiệm thực hành các môn Vật lý, Sinh học, Hóa học, Ngữ âm, phòng máy vi tính, thư viện.
Năm 2004, trường chuyển đến 67 đường Yersin, xây mới 2 dãy phòng 4 tầng gồm 24 phòng học, một dãy phòng bộ môn và phòng làm việc 3 tầng, với trang thiết bị khá đầy đủ và hiện đại. Khu nội trú có đủ 150 chỗ dành cho học sinh các huyện.
Cuối năm 2018, trường chuyển sang cơ sở mới nằm trên đại lộ Nguyễn Tất Thành thuộc xã Phước Đồng, thành phố Nha Trang (nay là phường Nam Nha Trang, tỉnh Khánh Hòa). Cơ sở mới gồm: 3 dãy phòng học, 1 dãy văn phòng, 2 dãy kí túc dành cho học sinh nội trú và 1 nhà ăn. Ngoài ra trường còn có các phòng thí nghiệm được trang bị gần như đầy đủ các vật dụng thực hành. Tuy nhiên, cơ sở mới vẫn chưa được hoàn thiện đầy đủ như trong bản vẽ, dự kiến sẽ tiếp tục trong tương lai.
Tháng 7 năm 2025, trên cơ sở sáp nhập hai tỉnh Khánh Hòa và Ninh Thuận, đồng thời điều chỉnh địa giới hành chính theo chính quyền địa phương 2 cấp, Trường đổi tên thành Trường Trung học phổ thông chuyên Lê Quý Đôn, Nam Nha Trang.

## Các đời hiệu trưởng
| Năm học   | Hiệu trưởng        |
| --------- | ------------------ |
| 1985-1987 | Huỳnh Văn Hường    |
| 1987-1995 | Trần Thị Tuyết Vân |

## Thành tích
| Năm học   | Tốt nghiệp PTTH | Đậu Đại học | Thủ khoa | Học sinh giỏi quốc gia | Học nước ngoài | Danh hiệu trường          |
| --------- | --------------- | ----------- | -------- | ---------------------- | -------------- | ------------------------- |
| 1985-1986 | 100%            | 74.4%       | 0        | 3                      | 3              | Tiên tiến                 |
| 1986-1987 | 95%             | 81.5%       | 0        | 5                      | 6              |                           |
| 1987-1988 | 100%            | 70.7%       | 0        | 4                      | 7              | Tiên tiến xuất sắc (tỉnh) |
| 1988-1989 | 100%            | 86.8%       | 0        | 8                      | 9              | Tiên tiến xuất sắc (tỉnh) |
| 1989-1990 | 100%            | 73.9%       | 0        | 12                     | 0              | Tiên tiến xuất sắc (bộ)   |
| 1990-1991 | 100%            | 90.5%       | 5        | 3                      | 0              | Tiên tiến                 |
| 1991-1992 | 100%            | 93.5%       | 3        | 6                      | 2              |                           |
| 1992-1993 | 100%            | 100%        | 4        | 14                     | 4              | Tiên tiến xuất sắc (tỉnh) |
| 1993-1994 | 100%            | 100%        | 3        | 24                     | 3              | Tiên tiến xuất sắc (tỉnh) |

| Thí sinh                | Năm thi    | Tuần                 | Tháng                | Quý                  | Năm                 |
| ----------------------- | ---------- | -------------------- | -------------------- | -------------------- | ------------------- |
| Kiều Quang Tuấn         | Olympia 13 | Giải nhất - 245 điểm | Giải nhất - 180 điểm | Giải ba - 130 điểm   |                     |
| Lê Minh Nhật            | Olympia 15 | Giải nhì - 230 điểm  |                      |                      |                     |
| Nguyễn Ngọc Trà My      | Oympia 17  | Giải nhất - 220 điểm | Giải ba - 30 điểm    |                      |                     |
| Vương Trung Hiếu        | Olympia 18 | Giải nhì - 220 điểm  |                      |                      |                     |
| Nguyễn Hải Đăng         | Olympia 19 | Giải nhì - 230 điểm  | Giải nhất - 215 điểm | Giải nhất - 290 điểm | Giải nhì - 210 điểm |
| Hồ Lê Minh Quân         | Olympia 20 | Giải nhất - 400 điểm | Giải nhất - 270 điểm | Giải ba - 250 điểm   |                     |
| Nguyễn Khánh Bình       | Olympia 21 | Giải nhất - 250 điểm | Giải ba - 50 điểm    |                      |                     |
| Phan Văn Khải           | Olympia 22 | Giải nhì - 260 điểm  | Giải nhì - 225 điểm  | Giải ba - 75 điểm    |                     |
| Nguyễn Trần Khôi Nguyên | Olympia 23 | Giải nhất - 265 điểm | Giải nhì - 265 điểm  | Giải ba - 10 điểm    |                     |
| Đoàn Thanh Tùng         | Olympia 25 | Giải nhất - 215 điểm | Giải nhì - 165 điểm  | Giải nhất - 255 điểm |                     |